# Princess Lover!
Princess Lover! (プリンセスラバー! Purinsesu Rabaa!?) es una novela visual japonesa y es el primer título desarrollado por Ricotta. Fue lanzado por primera vez como un juego de adultos para PC el 27 de junio de 2008 en dos ediciones limitada y regular, seguido por un lanzamiento para todas las edades para la PlayStation 2 prevista para el 28 de enero de 2010. El modo de juego en Princess Lover! sigue una trama lineal que ofrece escenarios pre-determinado y cursos de interacción, y su historia se centra en los cuatro personajes femeninos principales.
Princess Lover! ha recibido varias transiciones a otros medios. El juego fue adaptado a la luz tres novelas escritas por Utsusemi e ilustrado por Hyūma Kitsuhi. Fue seguida por dos adaptaciones manga: la primera, ilustrado por Naoha Yuigi, comenzó la serialización en Media Media Factory Factory Mobile! servicio el 20 de marzo de 2009, y el segundo, ilustrado por Yū Midorigi, comenzó su serialización en la revista de manga Comic Valkyrie el 27 de julio de 2009. Una adaptación de anime producida por el estudio de animación GoHands también comenzó su emisión en Japón el 5 de julio de 2009, y fue seguido después por otras redes en el mismo mes. Un programa de radio de Internet también ha sido elaborado para promover la adaptación al anime, y comenzó su emisión el 5 de julio de 2009. 
Existe una versión hentai de 2 OVAs que salió en el 2010 realizada con 2 heroínas, por otro estudio de animación y otras actrices de voz.

## Argumento
Los padres de Teppei Arima sufrieron un accidente automovilístico que acabó con sus vidas. Lo que no sabe este estudiante de instituto de segundo año, es que su abuelo es el mismísimo Isshin Arima, un magnate de la economía en Japón. En verdad, la madre de Teppei es la verdadera sucesora del abuelo, pero como ella murió y solo tiene al de nieto, quién deberá convertirse en el nuevo sucesor. Una tarde él presenció en una colina un intento de robo en donde iba una muchacha, pero por ser muy peligrosas todas las maniobras que hacían los ladrones mientras conducían, fácilmente podría ocurrir un accidente. Después de salvarla con los pocos movimientos que sabía y un poco de ayuda del mayordomo, él se entera de que ella también era millonaria, al igual que ella también conoce muchas chicas en su nueva escuela y a su prometida

## Personajes

### Principales
Teppei Arima (有馬 哲平 Arima Teppei?)
Voz por: Takuma Terashima
Es el protagonista principal, fue el hijo de una familia feliz, cuyo padre era dueño de una tienda de fideos. Al volver de la escuela un día se entera de que sus padres murieron en un accidente automovilístico, que es luego recogido por su abuelo, Isshin Arima, quien es el propietario de la corporación Arima , que es una industria, él es muy rico y poderoso en Japón. luego exige a Teppei que se convertirse en el sucesor de la corporación Arima. Teppei está inscrito en la escuela privada más prestigiosa de Japón. Es un buen espadachín y prefiere las técnicas de espada de dibujo. Al parecer, el tiene sentimientos románticos por Charlotte cosa que se confirma en el undécimo episodio del anime, al final del anime se ven tomados de la mano cosa que confirma su relación.
Charlotte Hazelrink (シャルロット・ヘイゼルリンク Sharotto Heizerurinku?)
Voz por: Ryoka Yuzuki
Una de las cuatro heroínas principales de la serie. La princesa del Principado de Hazelrink, a quien Teppei reúna por primera vez y la salva de un incidente de transporte que implicaron asesinos. A ella le gusta bromear con Teppei y tiene un carácter alegre. Aparte de esto, ella está enamorada de Teppei e incluso pide a Teppei no olvidarse de ella en el anime. Ella tiene pechos de gran tamaño, que atraen la atención de Teppei. ella es también amiga de la infancia de Sylvie van Hossen, como se muestra en el anime, ella está un poco celosa de Sylvie porque es la prometida de Teppei. Ella tiene un mayordomo que es muy protector con ella y con frecuencia hace todo lo posible para protegerla. Ella también tenía un prometido en el anime, a pesar de esto, ella no quiere renunciar a Teppei. Al parecer, al final del anime se vuelve la pareja oficial de Teppei.
Sylvia van Hossen (シルヴィア・ファン・ホッセン Shiruvia Fan Hossen?)
Voz por: Megumi Toyoguchi
Una de las cuatro heroínas principales de la serie. Sylvie es la mejor amiga de Charlotte, la princesa de Hazelrink. Forma parte de la nobleza del Principado de Flemish, un reino ficticio situado al este de Europa (pero que se asemeja bastante a la región belga de Flandes). Es una formidable espadachín, siendo muy hábil en la lucha contra la espada y disfruta de sus duelos con Teppei, aparte de que era su prometida. Ella es un poco reservada y está tratando de entender la relación de amistad con Teppei. Es la mayor de las dos hijas de la familia Van Hossen, cuyo padre y cabeza actual es Vincent van Hossen. María, su hermana menor quiere casarse con Teppei. En el noveno episodio admitió a Seika que ella no podía comprender sus sentimientos hacia Teppei, en el undécimo episodio ella y Teppei se besan.
Seika Hōjōin (鳳条院 聖華 Hōjōin Seika?)
Voz por: Emiri Kato
La hija de la compañía Houjouin que solían ser rivales de los familiares de Arima debido a que la esposa del abuelo de Arima, le fue infiel a este con el abuelo de Houjouin porque estaba muy centrado en su trabajo, lo que la lleva a rechazar a Teppei la primera vez que llega a la Shuuhou Academia. Ella es la  "Representante" del Society'Club de  la Academia Shuuhou y se reserva el derecho a inscribir a los estudiantes en el  club. Fuera de la escuela, ella es una modelo muy popular y al mismo tiempo una de las diseñadoras de moda jóvenes más talentosas  de todo el Japón. A pesar de su resistencia, se enamora de la  naturaleza tenaz de Teppei. Sin embargo, es incierto cómo Teppei va a reaccionar y guarda silencio al respecto. Seika tiene un carácter fuerte y brutal, en el décimo episodio se besa con Teppei.
Yū Fujikura (藤倉 優 Fujikura Yū?)
Voz por: Yuki Matsuoka
Criada de la familia Arima, que a veces le da consejos de Teppei. Ella había estado en un orfanato desde pequeña hasta que fue adoptada por Isshin Arima quien le enseñó a ser  una maid admirable. Ella ha jurado servir a la familia Arima para mostrar su gratitud. Ella se siente privilegiada por ser  la sirvienta principal de Teppei, el heredero del grupo Arima. Yuu es también una experta en la computadora, capaz de escribir y trabajar a una velocidad casi sobrehumana. Ella piensa en Isshin Arima como padre y tiene sentimientos hacia Teppei pero siente que es demasiado baja en cuanto a clase social para estar con él. De todas las chicas, ella es la más joven. Teppei compara a Yuu como a su madre.